# Рукотвори
Рукотвори — україномовний культурологічний портал, присвячений українському народному мистецтву. Містить інформацію про народних майстрів з тематичним та географічним розподілом, подієву інформацію, інтерв'ю з творчими людьми. Мета ресурсу — популяризація українського народного мистецтва як у межах України, так і за кордоном.

## Заснування
Рукотвори — це журналістська ініціатива, покликана заповнити інформаційний вакуум у народно-мистецькій сфері. Ідея виникла наприкінці 2008 року. Відкриття відбулося 17 березня 2009 року.

## Долучення майстрів
Спочатку автори сайту (Катерина Качур, Гдаль Богдан) пропонували митцям безкоштовно надсилати інформацію про себе для розміщення. Коли сайт набув популярності, розміщення інформації стало платним. Перевага надається виробам високої мистецької цінності та таким, що «мають потужну енергетику». Добір майстрів автори сайту роблять інтуїтивно.
Станом на березень 2012 року опубліковано 185 профілів майстрів. Сторінка кожного майстра має контактну інформацію для прямого зв'язку з ним. 
Зокрема, на сайті мають свої сторінки:
- Оксана Білоус — українська майстриня писанкарства, художнього декорування яєць.[4]
- Сестри Катриченко — лялькарки[5]
- Тетяна Протчева — українська майстриня художньої вишивки[6]
- Оксана Смерека-Малик — українська народна майстриня (лялькарка, писанкарка), поетеса, педагог[7]